# Coppa Italia di Serie B2 (pallavolo maschile)
La Coppa Italia di Serie B2 di pallavolo maschile è stato un trofeo organizzato dalla Lega Nazionale Pallavolo Serie B riservato alle squadre iscritte al campionato di Serie B2.
Nasce nel 2008 dalla divisione della Coppa Italia di Serie B in due tornei riservati rispettivamente alle squadre di Serie B1 e di Serie B2. Viene soppressa nel 2016 per effetto della riunificazione dei relativi campionati.

## Albo d'oro
| Edizione         | Edizione              | Podio              | Podio                                     | Podio               |
| Anno             | Sede Finale           | Campione           | Risultato                                 | Finalista           |
| ---------------- | --------------------- | ------------------ | ----------------------------------------- | ------------------- |
| 2008-09 Dettagli | Montichiari           | Top Volley Gela    | 3 - 0 (25-17, 25-23, 25-19)               | Villa d'Oro         |
| 2009-10 Dettagli | Motta di Livenza      | Motta              | 3 - 1 (25-16, 15-25, 25-16, 25-21)        | Caluso              |
| 2010-11 Dettagli | Foggia                | Zammarano Sportlab | 3 - 0 (25-16, 25-22. 25-19)               | Biella              |
| 2011-12 Dettagli | Lauria                | Saronno            | 3 - 2 (15-25, 23-25, 25-18, 25-22, 15-12) | Castellana          |
| 2012-13 Dettagli | Ferrara               | Parella            | 3 - 2 (25-23, 11-25, 18-25, 25-15, 15-11) | Montebelluna        |
| 2013-14 Dettagli | Chiusi                | Emma Villas Chiusi | 3 - 2 (22-25, 27-29, 25-23, 25-18, 15-10) | Rinascita Lagonegro |
| 2014-15 Dettagli | Brugherio             | Diavoli Rosa       | 3 - 0 (25-20, 27-25, 25-21)               | Invicta             |
| 2015-16 Dettagli | Castelfranco di Sotto | Arno               | 3 - 1 (20-25, 25-21, 25-20, 25-17)        | Cisano              |